# 台灣無名戰士紀念碑
台灣無名戰士紀念碑，系紀念參與第二次國共內戰的台籍老兵，2004年原立於高雄市旗津區戰爭與和平紀念公園，2015年遷於南投縣草屯鎮台灣聖山碑林區。

## 歷史
許昭榮組織的台灣老兵祈願世界和平紀念公園籌設委員會，計畫於戰爭與和平紀念公園興建兩碑，其一是紀念太平洋戰場殞命之台籍日本兵的魂鎮故土碑，其二為國共內戰犧牲之台籍國軍的無名戰士紀念碑。台籍國軍的紀念碑也設址在此原因，是出征船隻多由高雄港啟航。像是國民革命軍第七十軍139旅的台籍兵林余立，就是從光榮碼頭出港參加徐蚌會戰。原先碑名計畫有「無名」或「無奈」：前者取「戰亂性命賤如草芥，不必有名」；後者取「命運操弄、不同號令擺布下」。國史館台灣文獻館初步構想是選用「無奈」。

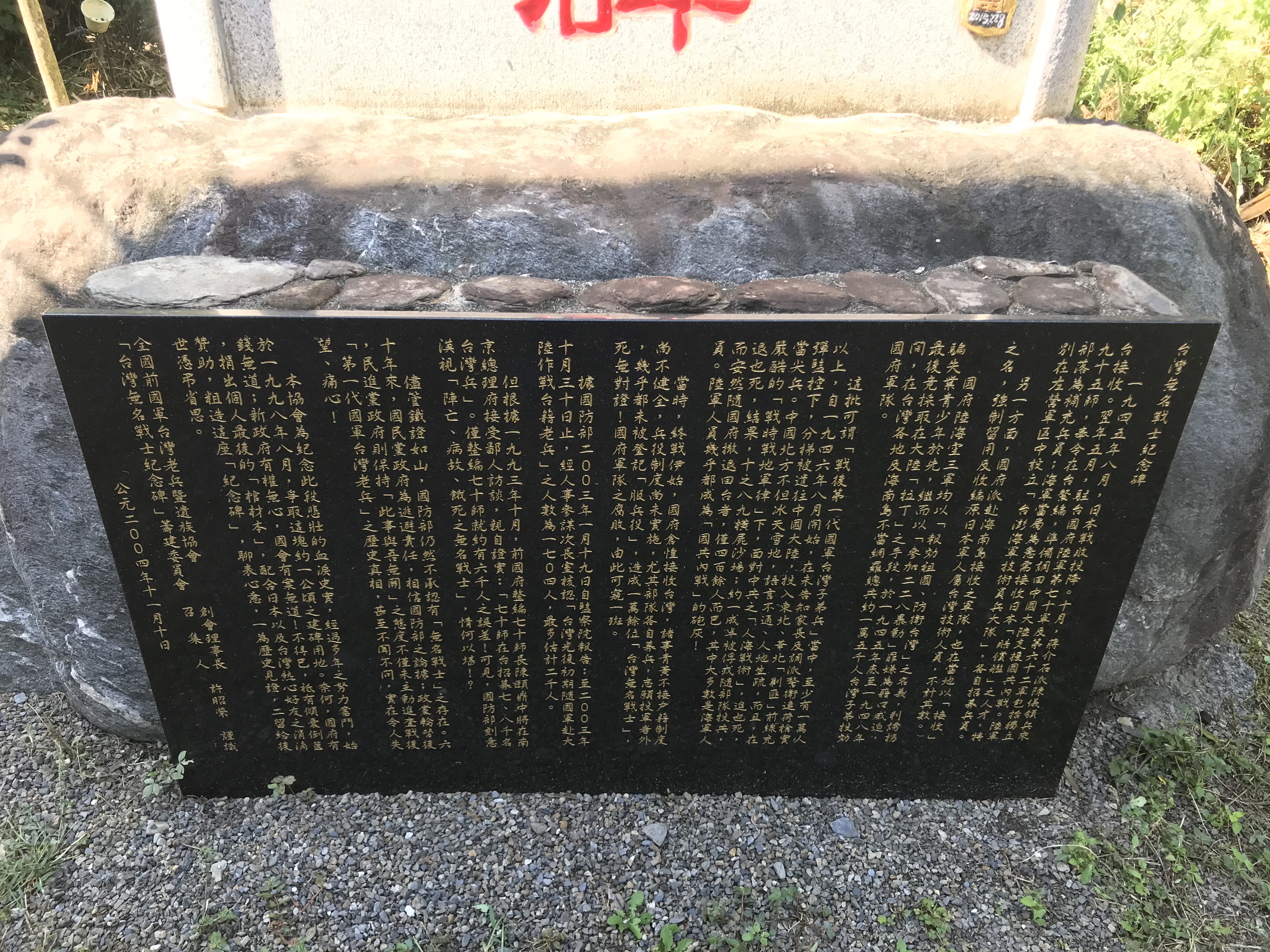
碑文

之後，碑體由許昭榮捐出積蓄出資、邀李登輝在碑體後題「靈安故鄉」。2004年10月26日，台灣文獻館在公開台籍日本兵董長雄的遺書時，館長劉峰松提及此碑，並說館方會負責相關史料蒐集。劉峰松也告知建碑計畫，給在草屯鎮栽植菸草維生的台籍老兵洪坤圳等人。
2004年11月10日，台灣無名戰士紀念碑揭碑儀式，由花蓮縣遠來的台籍老兵胡鼎水遺霜楊菊妹擔任主祭，許昭榮、黃金島等人見證。當天，高雄市長謝長廷以參加行政院會為由，改派秘書出席。
2008年5月20日晚上7點半，許昭榮開著他女兒名下的自用轎車來到台灣無名戰士紀念碑前，在車內澆汽油引火自焚。據許昭榮孫子許加憲看法，是祖父希望陳水扁到高雄主持紀念碑剪綵，但等到總統卸任依然未來，祖父便沮喪自焚。2011年12月17日，作為許昭榮義子、台籍國軍遺族的吳祝榮拿著作《台灣魂》在此碑前作致敬。
2015年，無名戰士紀念碑遷往台灣聖山碑林區，7月25日舉行揭碑典禮與追思大會。該地位於草屯鎮富寮里風水坪。
2022年臺灣燈會上，展出以台灣無名戰士紀念碑為造型的花燈。